# Glänzender Schweinssalat
Der Glänzende Schweinssalat (Hyoseris lucida L., Syn.: Hyoseris radiata subsp. graeca Halácsy) ist eine Pflanzenart aus der Gattung Hyoseris in der Familie der Korbblütler (Asteraceae).

## Merkmale
Hyoseris lucida ist ein ausdauernder Rosetten-Hemikryptophyt, der Wuchshöhen von 6 bis 36 Zentimeter erreicht. Die Laubblätter sind 50 bis 250 Millimeter groß, gleichmäßig schrotsägeförmig gezähnt, fleischig, kahl oder mehlig. Die Seitenlappen der Blätter sind mehr oder weniger rautenförmig.
Der Schaft ist kaum verdickt. Die Hüllblätter sind 10 bis 15 Millimeter groß. Die inneren Hüllblätter sind fruchtend sternförmig abstehend und manchmal zuletzt auch zurückgeschlagen. Der Pappus der äußeren Früchte ist bis 1 Millimeter lang. Die äußeren Früchte sind zusammengedrückt und geflügelt, die inneren rundlich und unfruchtbar.
Die Blütezeit reicht von Dezember bis Mai (selten bis November).
Die Chromosomenzahl beträgt 2n = 16.

## Vorkommen
Hyoseris lucida kommt im südlichen Mittelmeerraum vor. Man findet die Art in Algerien, Libyen, Ägypten, Griechenland, Kreta und in der Ägäis. Auf Kreta wächst die Art an Sandküsten am Meer.

## Belege
- Ralf Jahn, Peter Schönfelder: Exkursionsflora für Kreta. Mit Beiträgen von Alfred Mayer und Martin Scheuerer. Eugen Ulmer, Stuttgart (Hohenheim) 1995, ISBN 3-8001-3478-0, S. 332.